# Le Capitaine du Jamboree
Le Capitaine du Jamboree est un roman de Jean-Louis Dubreuil publié en 1950 dans la collection Signe de piste, aux éditions Alsatia, dont une partie aurait été écrite avec son épouse Brigitte Dubreuil. D'abord illustré par Igor Arnstam (numéro 45 de la collection), il est réédité en 1962 avec des illustrations de Pierre Joubert (numéro 147 de la collection).
Le récit, situé pendant la période de l'après-guerre en Europe de l'Ouest, raconte l'histoire de Philippe Hardelot, collégien de Boulogne-sur-Mer, dont le père, capitaine au long-cours, a disparu pendant la guerre dans les convois de l'Arctique. Un jour, il est bouleversé par une rencontre fortuite, et avec ses amis Frank Meredith, Pierre Felcourt et d'autres scouts, il parcourt l'Europe et même l'Atlantique pour retrouver celui qu'il a croisé, et trouver une explication. 
Le "Jamboree" est un navire marchand qui s'arrête un jour dans le port de Boulogne-sur-Mer, et dont le nom est lié aux grands rassemblements scouts mondiaux appelés Jamboree. Bien que Philippe, le personnage principal, ne soit pas scout, on retrouve dans ce roman des thèmes fréquents dans les livres scouts : l'entraide, la fraternité internationale, etc. 
La mer, le monde des marins, Boulogne et la région du Boulonnais sont très présents dans le récit (le nom Hardelot est d'ailleurs emprunté au village d'Hardelot-Plage au sud de Boulogne). Le récit est également bien ancré dans son époque, et plusieurs références sont faites à la période de l'après-guerre (reconstruction encore inachevée, etc.) 
Le roman sera plus tard réédité en 1974 sous le titre de 3 Romans de mer (Nuno de Nazaré par L. N. Lavolle, Mystère à bord par Henriette Robitaillie et Le Capitaine du Jamboree par J. L. Dubreuil) aux éditions Gautier-Languereau, puis à nouveau en 2000 dans la collection Coureurs d'aventure, aux Éditions Alain Gout, dont le fonds a été repris en 2004 par les Éditions Delahaye.
Le texte a été remanié après l'édition de 1962, et dans les éditions postérieures, on a coupé la plupart des références aux scouts ou à la religion ; même la grande scène finale, sur le Jamboree, a été modifiée.